# Delastowice (przystanek kolejowy)
Delastowice – nieczynny przystanek kolejowy w Delastowicach, w województwie małopolskim, w Polsce, na linii Tarnów – Szczucin koło Tarnowa. Znajduje się tu 1 peron.